# Ciudad Juárez
Ciudad Juárez (chính thức được biết đến ngày hôm nay với tên gọi Heroica Ciudad Juárez, nhưng viết tắt Juárez và trước đây được gọi là El Paso del Norte) là một thành phố thủ phủ của bang Chihuahua, México. Thành phố có tổng diện tích 188 km², khu vực này có độ cao 1137 mét trên mực nước biển. Theo điều tra dân số năm 2010 của Cục Điều tra dân số của Viện Quốc gia về Thống kê và Địa lý (Instituto Nacional de Estadística y Geografía) là 1.321.004 người với mật độ dân số 374 người/km², dân số vùng đô thị là 1.457.955 người. Đây là thành phố đông dân thứ 7 của México.
Thành phố nằm bên Grande Rio (Río Bravo del Norte), phía nam El Paso, Texas. El Paso và Ciudad Juárez bao gồm một trong những vùng đô thị hai quốc gia lớn trên thế giới với tổng dân số 2,4 triệu người.
Ciudad Juarez là một trong những thành phố phát triển nhanh nhất trên thế giới mặc dù được gọi là "khu vực bạo lực nhất trên thế giới bên ngoài của khu vực chiến tranh có tuyên chiến." Năm 2001, Ngân hàng Dự trữ Liên bang của Dallas đã công bố một báo cáo nói rằng ở Ciudad Juárez "tăng trưởng trung bình hàng năm trong giai đoạn 10 năm 1990-2000 là 5,3% Juárez sự tăng dân số cao hơn nhiều so với các tiểu bang Chihuahua và hơn cả México ".
Có bốn cảng quốc tế nhập cảnh kết nối Ciudad Juárez và El Paso, Texas, bao gồm cả cầu châu Mỹ, cầu quốc tế Ysleta, cầu Paso del Norte, và cầu Phố Stanton. Những địa điểm giao cắt biên giới kết hợp cho phép 22.958.472 lượt người qua lại năm 2008, Ciudad Juárez một điểm chính của nhập cảnh và vận chuyển cho tất cả các trung tâm miền bắc México. Thành phố có một trung tâm phát triển công nghiệp được có hơn 300 maquiladoras (nhà máy lắp ráp) nằm trong và xung quanh thành phố. Theo New York Times năm 2007, Ciudad Juárez "nay đang hấp thụ không gian bất động sản công nghiệp mới hơn bất kỳ thành phố khác ở Bắc Mỹ". Trong năm 2008, Tạp chí FDI bầu Ciudad Juárez là "Thành phố của tương lai". Năm 2011, bang Chihuahua đổi tên thành thành phố Juarez Heroica Ciudad Juárez cho mục đích quảng cáo. Năm đó các "maquila" đã tạo ra 10.000 việc làm mới với tổng số 19 nhà máy nằm ở Ciudad Juárez.